# یواس‌اس کارلوتا (اس‌پی-۱۷۸۵)
یواس‌اس کارلوتا (اس‌پی-۱۷۸۵) (به انگلیسی: USS Carlotta (SP-1785)) یک کشتی بود.